# Caballito (vehículo)

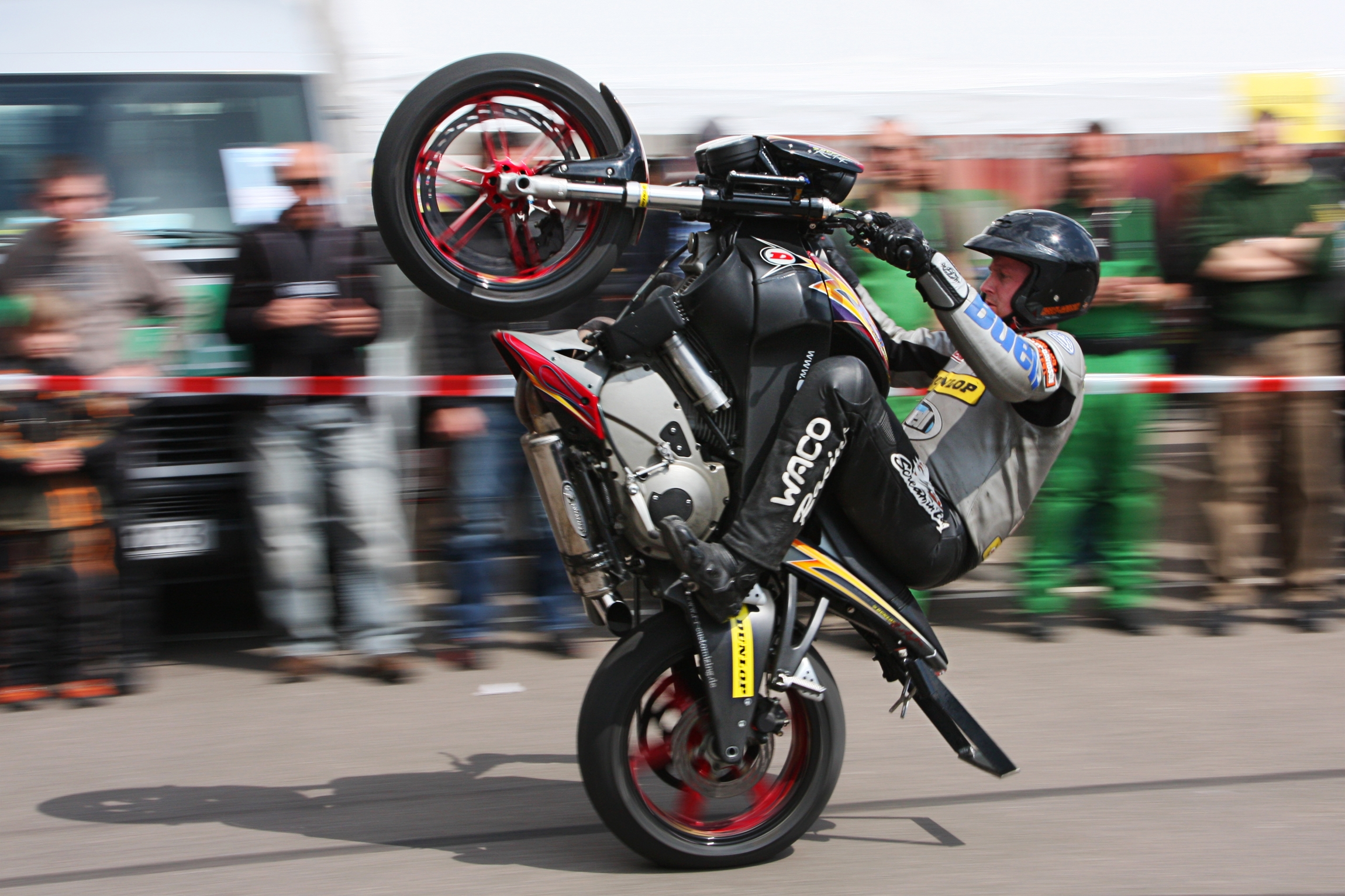
Caballito de motocicleta.

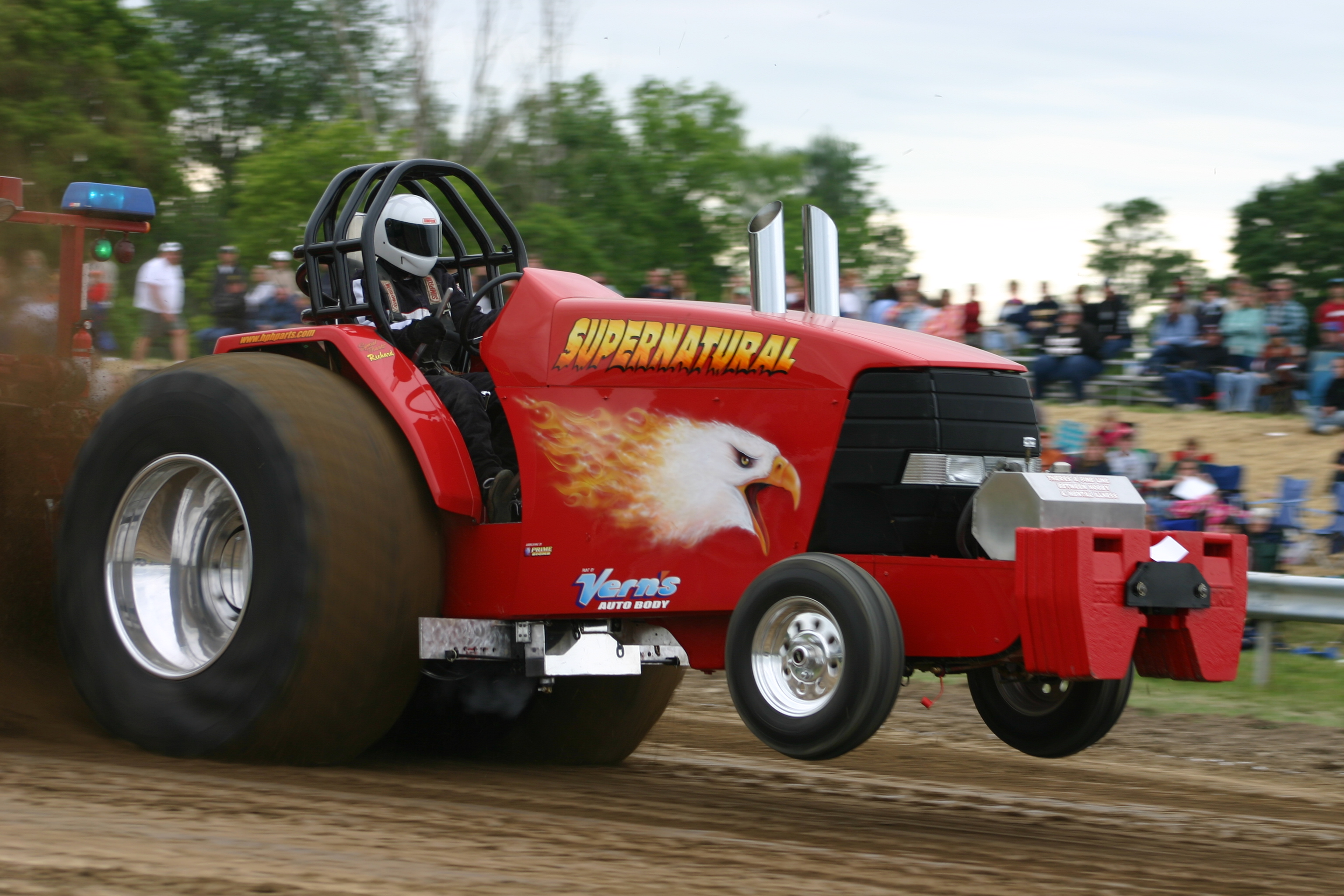
Caballito de un tractor.

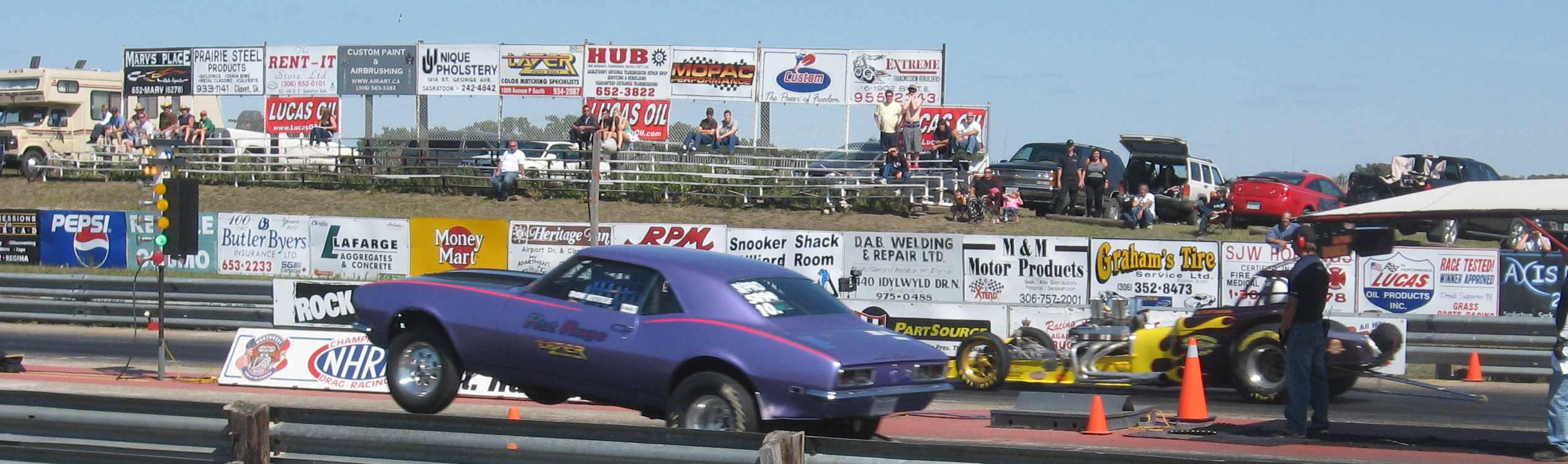
Caballito en un arrancón.

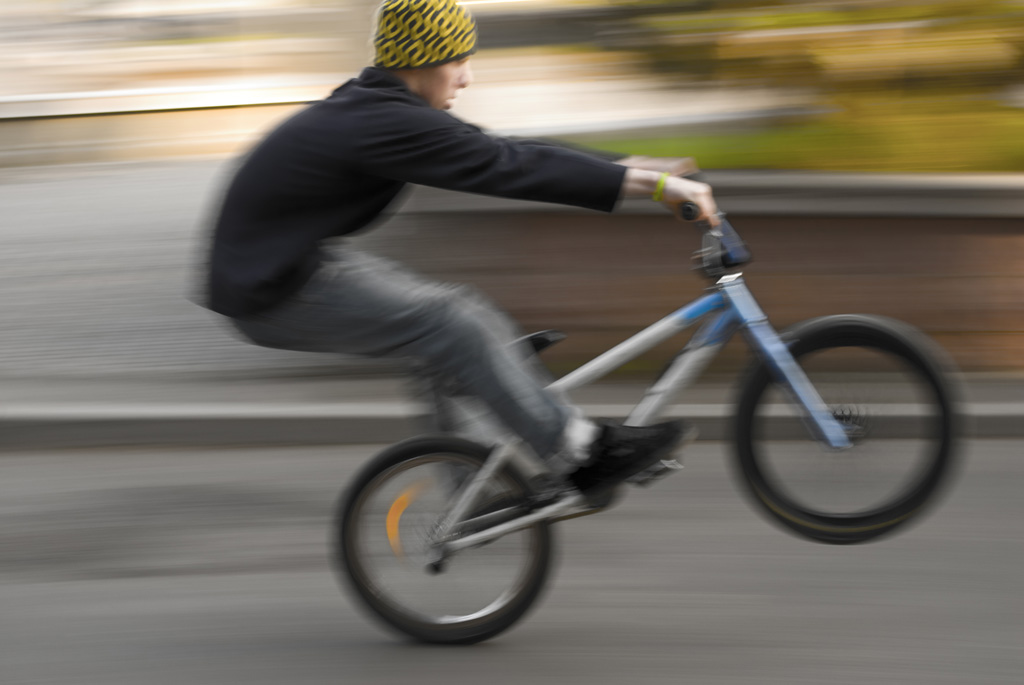
Caballito manual en una bicicleta de BMX.

El caballito (wheelie en inglés) es una acrobacia realizada mediante una maniobra en la que la rueda o ruedas frontales del vehículo se alzan, separándose de la superficie debido a la fuerza de aceleración aplicada por el tren trasero del vehículo. Los caballitos se asocian normalmente con las bicicletas y motocicletas, aunque pueden ser realizados con otros vehículos como automóviles, tractores y hasta sillas de ruedas.

## Historia
El primer caballito fue hecho en 1890 por el ciclista acrobático Daniel J. Canary, inmediatamente después que las bicicletas se volvieran populares. Los caballitos aparecen en la cultura popular desde 1927 donde se funda en México el Escuadrón de Acrobacias de la Policía del Distrito Federal, como se puede ver en la película de 1951 A toda máquina de Ismael Rodríguez y donde aparecen algunos caballitos o en 1943, cuando la caballería motorizada de EE. UU. fue fotografiada para salir en la revista Life, haciendo caballitos a alta velocidad. El temerario Evel Knievel realizó múltiples acrobacias en sus presentaciones incluyendo caballitos. Doug «El rey del caballito» Domokos tiene el récord del caballito más largo, en una distancia de 233 km (145 millas).

## Tipos de caballito
Los caballitos se pueden dividir en dos tipos principales:
1. Caballitos donde la potencia del vehículo es suficiente para realizarlo, como se describe más adelante (Física). Estos incluyen:
- Caballitos de embrague: que se realizan al usar el embrague para acelerar el motor y revolucionarlo, para que se transmita la fuerza bruscamente.
- Caballitos de potencia: realizados simplemente al acelerar fuertemente en vehículos con un motor que tenga la potencia suficiente para elevar el morro.

2. Caballitos logrados con la ayuda del rebote de la suspensión o el movimiento del piloto. Estos incluyen:
- Caballitos de rebote: se realizan abriendo y cerrando el acelerador en sincronía con el rebote de la suspensión.
- Caballitos manuales: se realizan por el movimiento del piloto balanceando los brazos y el cuerpo hacia atrás de la motocicleta o bicicleta, sin tener que aumentar el par motor ni el pedaleo en la rueda trasera.

### En bicicletas
Los caballitos son una acrobacia muy común en ciclismo artístico y en ciclismo no pavimentado de estilo libre. La bicicleta se balancea por el peso del ciclista y a veces por el uso del freno trasero. Existe un tipo de bicicleta para caballitos, que tiene el asiento y, por lo tanto, el centro de gravedad desplazado hacia atrás, lo que facilita su ejecución.

### En motocicletas
Un caballito también es una acrobacia común a realizar en motocicleta. El principio es el mismo que en la bicicleta, con la ayuda de acelerador y freno, mientras que se usa el peso del piloto junto con los demás factores, para mantener equilibrada la moto y girar.
El récord del caballito en motocicleta a velocidad más alta es uno realizado a 307,86 km/h (191,3 millas por hora) por Patrik Furstenhoff el 18 de abril de 1999.
El récord mundial del caballito más rápido durante 1 km (0,62 milla) es de 278 km/h (173 millas por hora), logrado en septiembre de 2006 por Terry Calcott en Elvington airfield en Yorkshire (Inglaterra).
En algunos países como EE. UU., Gran Bretaña o los países de la Unión Europa (España, Francia, Italia, etc.), los motociclistas que realizan un caballito en la vía pública pueden ser sancionados por conducción temeraria, una infracción que conlleva una gran multa y puede acarrear la suspensión del carné de conducir durante algún tiempo específico, según el país.
En Pakistán, la India y algunos otros países, los caballitos son ilegales y pueden ser castigados con el embargo de la motocicleta y cárcel.

### En automóviles
Los caballitos de automóviles son comunes en arrancones, donde se consideran algo negativo, y donde el caballito representa par motor perdido al levantarse el frente en lugar de aprovecharse en acelerar el vehículo hacia adelante.

### En camiones Monster Truck

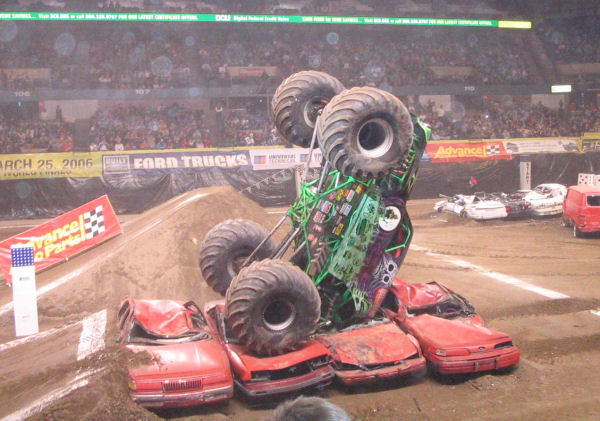
Grave Digger encajado, en caballito, entre coches aplastados.

Los monster trucks suelen hacer caballitos de diversos tipos durante sus espectáculos.

### En vehículos de nieve
Los caballitos son posibles en algunos vehículos de nieve. Esto es cuando los patines delanteros se levantan.

### En silla de ruedas
Algunas personas pueden aprender a balancearse en sus sillas de ruedas, manteniendo el equilibrio con las ruedas delanteras levantadas, haciendo un caballito. Esto puede ser útil, ya que permite sortear pequeños obstáculos os subir escalones. En ocasiones los bailarines en silla de ruedas hacen caballitos.

### Aeronaves
En una aeronave se puede realizar un caballito mediante un procedimiento de aterrizaje o despegue suave. El piloto aumenta los gases y eleva el morro, quedando en contacto con el suelo únicamente por su tren principal.
El 14 de febrero de 2020, se otorgó el premio Guinness al caballito más largo en avión en una Cessna 172 en el Aeropuerto de Logística del Sur de California en Victorville (California) en la calle 17. El piloto estuvo sin tocar el suelo con la rueda de morro durante 14 319 pies.

## Barras contra caballitos

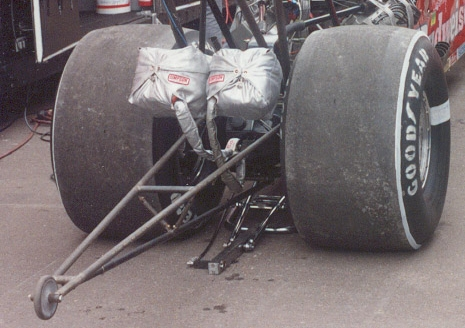
Barra contra caballitos (primer plano) y paracaídas (gris) en el Top Fuel dragster de Kenny Bernstein.

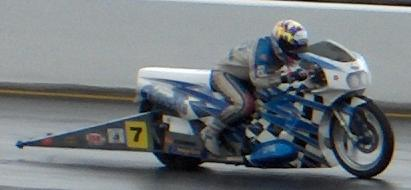
Una barra anticaballitos en una carrera de aceleración en Pro Stock Motorcycle.

Las barras anticaballitos o barras antivuelcos ayudan a prevenir que el frente del vehículo se levante demasiado alto. Estas barras incluso son obligatorias para ciertas categorías de carreras de arrancones.  Varias compañías fabrican barras anticaballitos, por ejemplo Wham-O que desarrolló barras antivuelcos para motocicletas.

## Física
Un caballito es inminente cuando la aceleración es suficiente para disminuir la carga al eje delantero a cero. Las condiciones para esto se pueden calcular con la "ecuación de transferencia de peso":
{\displaystyle \Delta Peso_{frontal}=a{\frac {h}{w}}m}
donde {\displaystyle \Delta Peso_{frontal}} es el cambio de la carga en la(s) rueda(s) delantera(s), {\displaystyle a} es la aceleración a lo largo, {\displaystyle h} es la altura del centro de masa, {\displaystyle w} w es la batalla, y {\displaystyle m} es la masa total del vehículo.
Una expresión equivalente, que no requiere el conocimiento de la carga al eje delantero, ni la masa total del vehículo, es para mínima aceleración longitudinal requerida para el caballito:
{\displaystyle a_{min}=g{\frac {b}{h}}}
donde {\displaystyle g} es la aceleración de la gravedad, {\displaystyle b} es la distancia entre el eje trasero y el centro de masa del vehículo, y {\displaystyle h} es la distancia vertical entre el piso y el centro de masa.
Por lo tanto la mínima aceleración requerida es directamente proporcional a qué tan adelante está el centro de masa del vehículo e inversamente proporcional a qué tan alto está el mismo.
Como la potencia puede ser definida como fuerza por velocidad, en una dimensión, y fuerza es equivalente a masa por velocidad por la aceleración mínima requerida para el caballito:
{\displaystyle P_{min}=mva_{min}}
Entonces la potencia mínima requerida es directamente proporcional al peso del vehículo y a su velocidad. Mientras más lento se mueva el vehículo menor potencia se necesitará para realizar el caballito incluso sin considerar la fricción del aire que aumentará con el cubo de la velocidad. Por lo tanto será más fácil cuando el vehículo se encuentre inmóvil y se comience a acelerar.

## Galería
- Un caballito de motocicleta (Video)

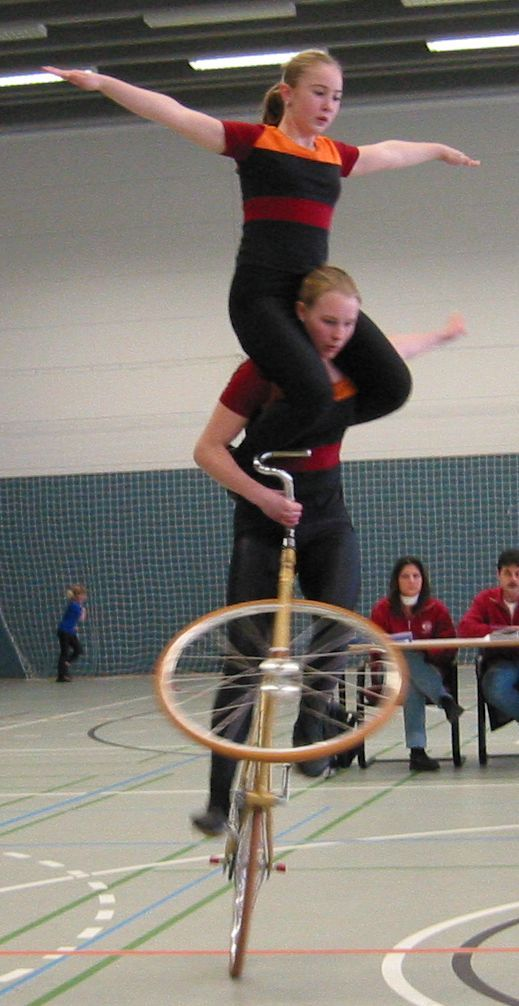
Un caballito como parte de una rutina ciclística artística
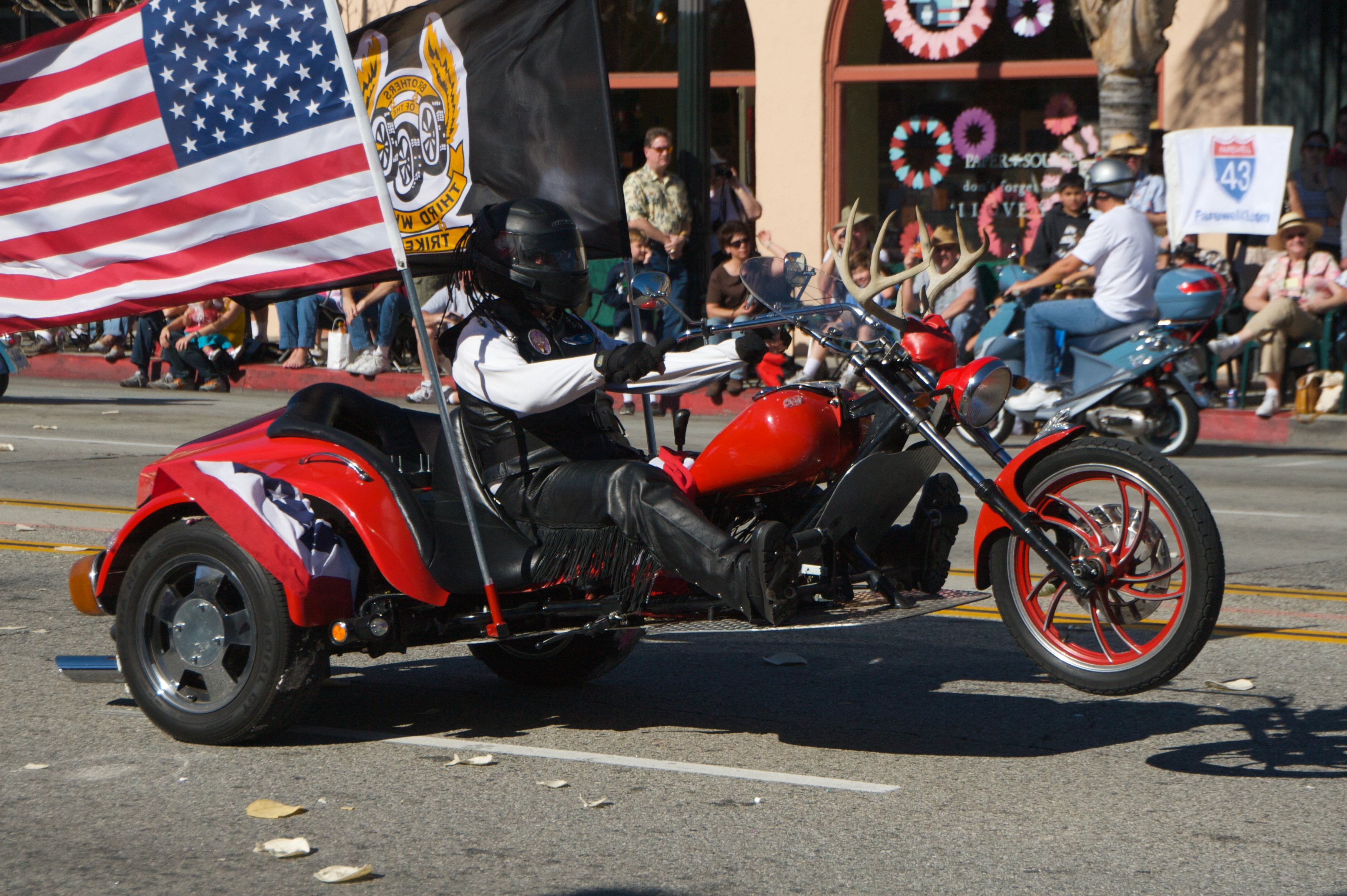
Trikle haciendo un caballito
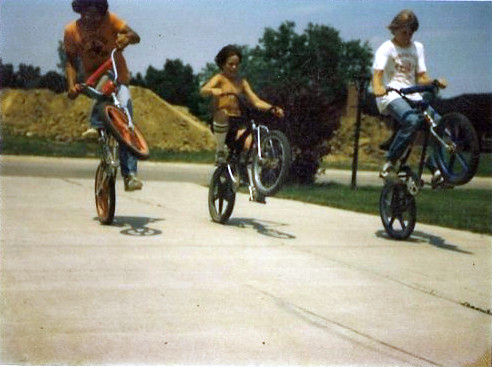
Caballitos hechos por ciclistas inmóviles y en movimiento
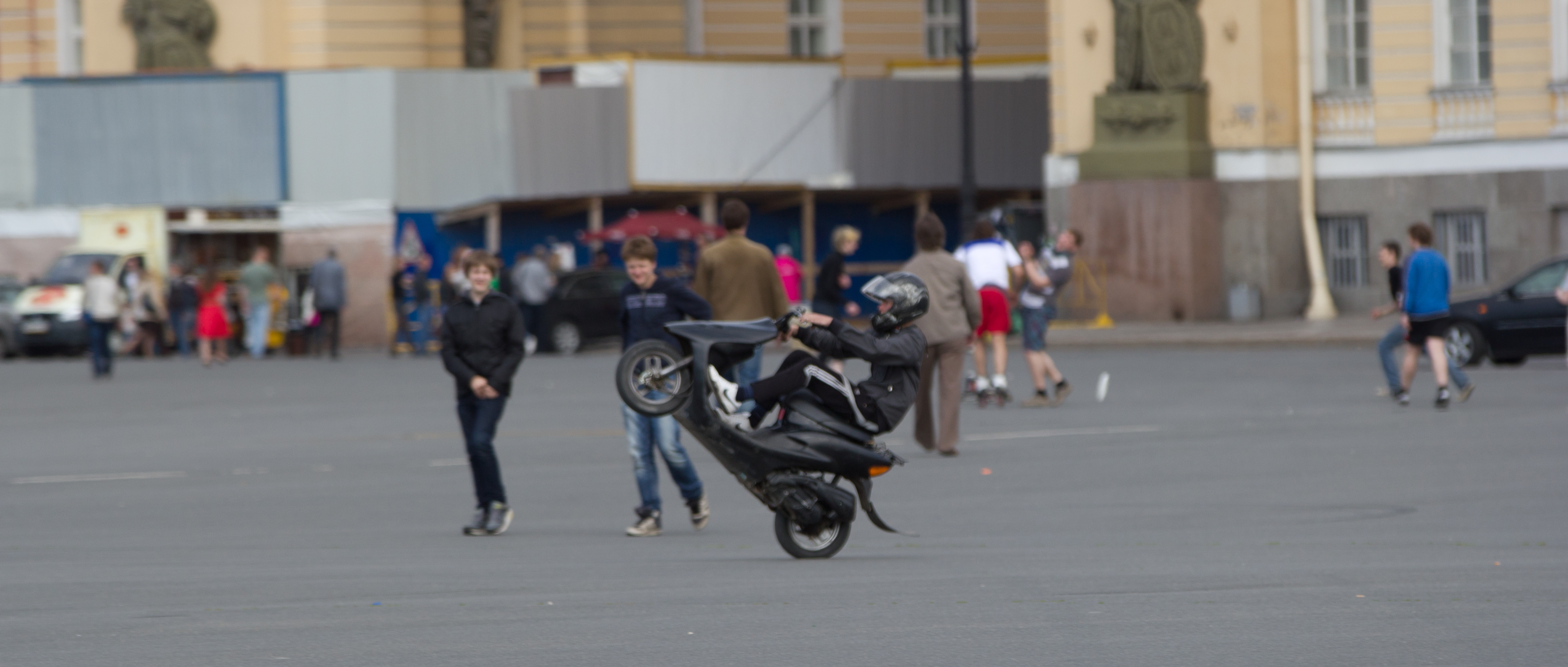
motoneta haciendo un caballito
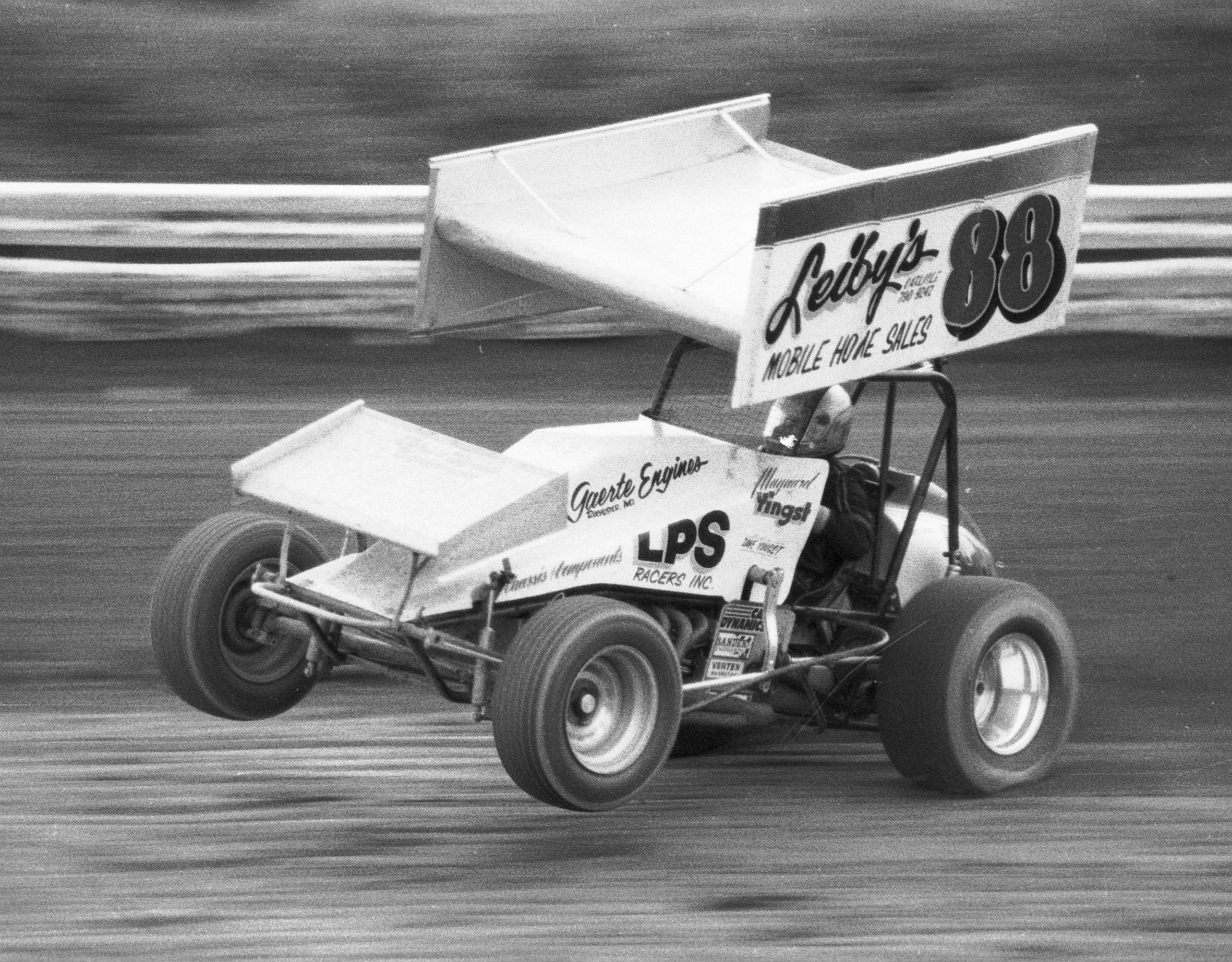
Automóvil haciendo caballitos
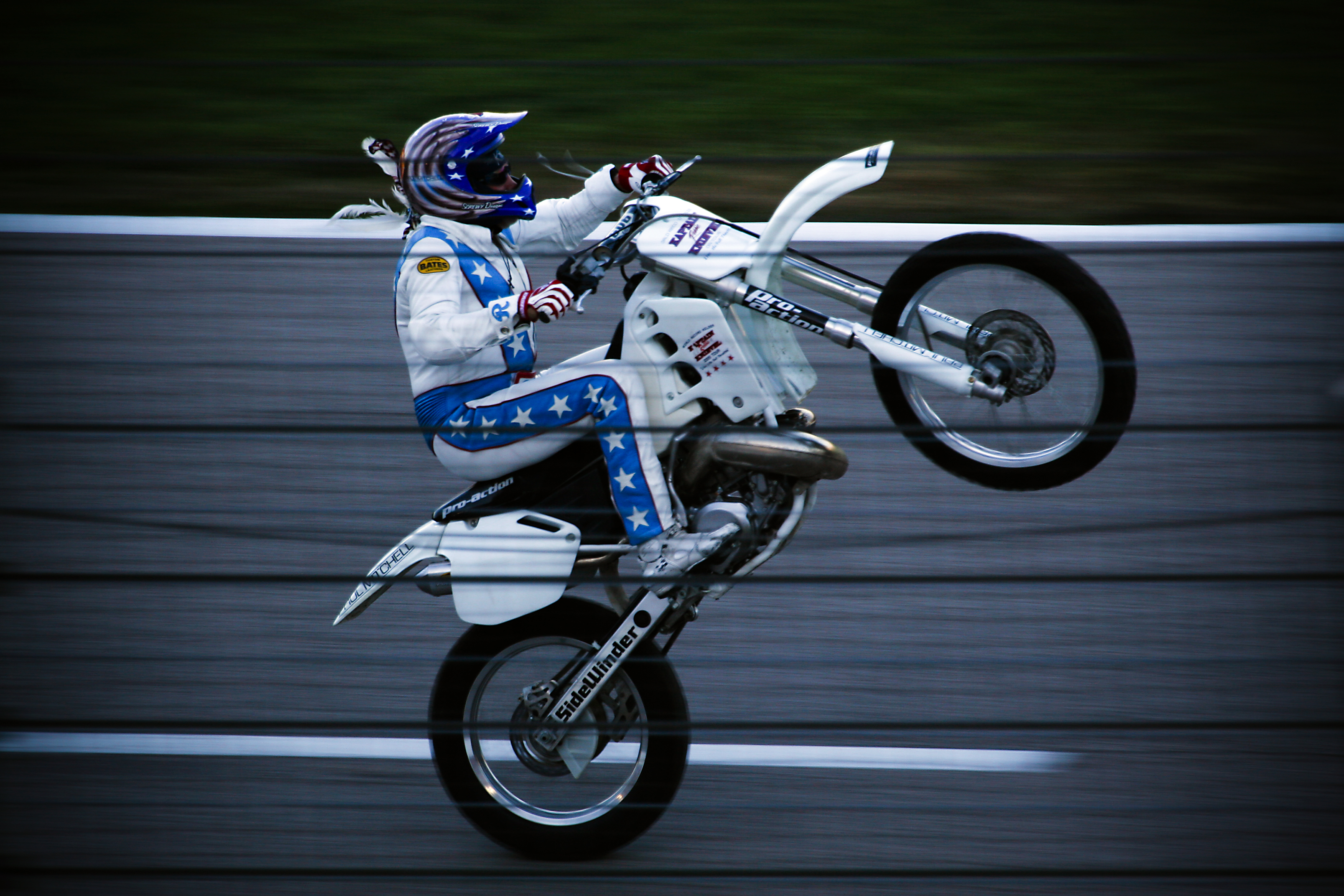
Robbie Knievel haciendo un caballito
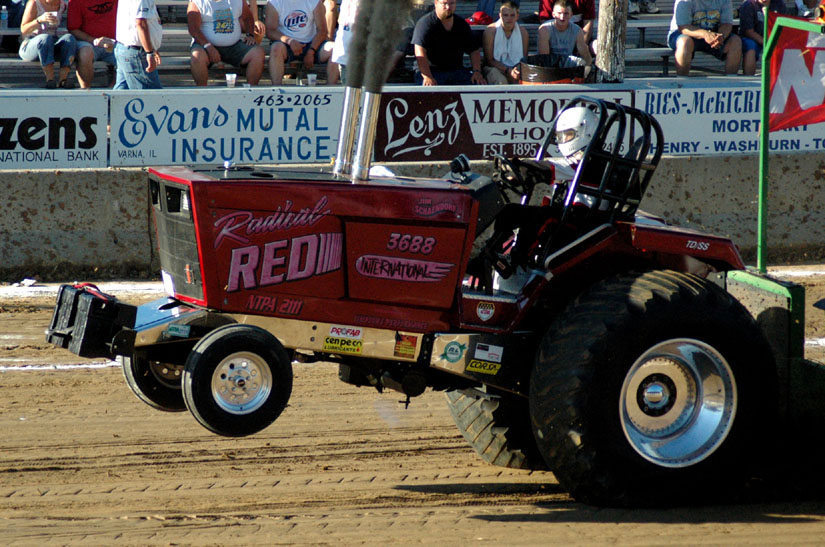
Tractor haciendo un caballito
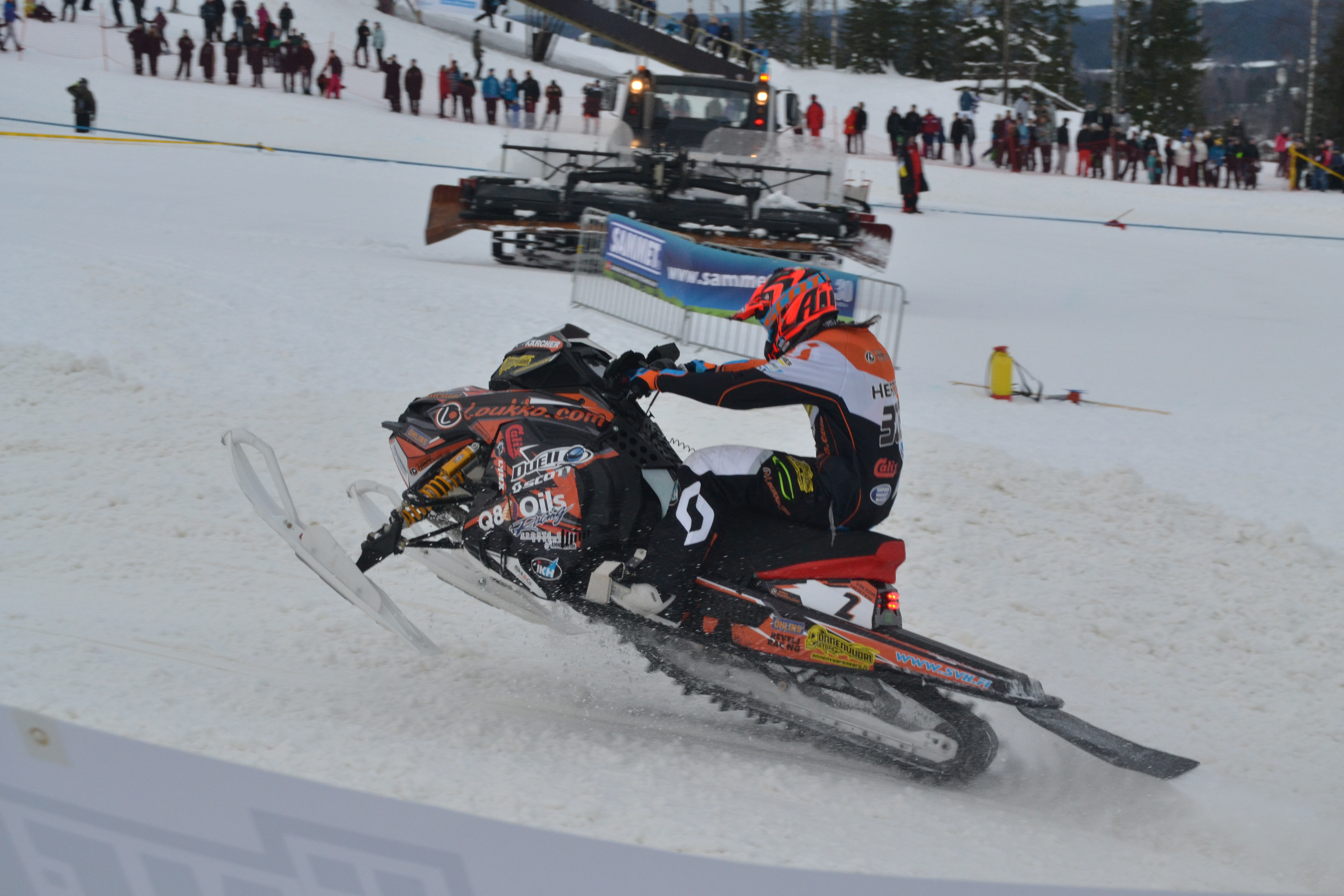
Motonieve haciendo un caballito